# تنظف بالرش والشفط
التّنظيف بالرشّ والشفط هي طريقة عدم اللّمس، يتمّ إنجاز التّنظيف دون الحاجة للعمّال للمس الأسطح المتّسخة بأيديهم، تُستخدم هذه الطريقة في التّنظيف الاحترافي الّذي يتمّ فيه تطبيق محلول التّنظيف المخفّف المضغوط على الأسطح المتّسخة أو الملّوثة. باستخدام نفس الجهاز، تشطف المنطقة بعد ذلك;هذا يتبعه عادةً الشفط بالامتصاص الّذي يزيل السّائل المُطبّق مع المواد الصّلبة المعلّقة والملوّثات الذّائبة الّتي أزيلت عن السّطح.
الميزة الرّئيسية لهذه الطّريقة حسب المفهوم التّقليدي هي القدرة على تّنظيف المناطق العميقة المترسّبة (مثل، الحائط، المنضدة وبلاط الأرضيّة) حيث تمنع تراكم التربة والبكتيريا في خطوط الجصّ.
تطبيق محلول التّنظيف يتبعه الشّطف بالضغط ثمّ الشفط يزيل التلوّث بشكل فعّال أكثر من الطرق الأخرى الّتي تعتمد فقط على المسح الممتصّ (مثل، المسح التّطهير والتّنظيف باستخدام القماش). بالإضافة إلى ذلك، دراسات نُشرت من قِبَل عيسى ، جمعية التّنظيف الأكبر في العالم، وجدت أنّه بالمقارنة مع الطرق الموروثة فإنّ هذه الأنظمة تمكّن من تقليل مرّات التنظيف حوالي 1/3أو أكثر.
على خلاف غسّالات الضّغط ذات الاستخدام الخارجي الّتي تحتاج لتطبيق ضغط يتراوح بين 1,000 - 5,000 psi ، صُمّمت وحدات الرش والشّفط للاستعمال الدّاخلي طويل الأمد على الجصّ والسّطوح الأخرى، وتعرض تطبيق ضغط متغيّر يتراوح بين 110-500 psi.

## التّاريخ
نظام الرش والشفط الأوّل طُوِّر من قَِبَل المخترع روبرت س.روبنسون عام 1977 .براءة الاختراع الأمريكية صدرت عام2001 ، والتكنولوجيا منذ ذلك الحين رخّصَت من قبل الشركات الأخرى المصنّعة لمعدّات التنظيف. عدد من شّركات الصّناعة المحترفة للتنظيف الآن تنتج وتسوِّق أنظمة الرش والشفط أو الأنظمة المشابهة، وحوالي 40,000-50,000 وحدة تمّ بيعها في جميع أنحاء العالم  بعض الأنظمة تعمل بالبطّاريات؛
والبعض الآخر لا يملك القدرة على الشفط لكنّها لا تزال تصنّف ضمن هذه الفئة من المنتجات.
أنظمة الرش والشفط اشتهرت بالبداية لتنظيف المراحيض. لكن على مرّ السّنين، مستعملي هذه الأجهزة وجدوا لها مجموعة متنوّعة من الاستخدامات، بما ذلك تنظيف الكراسي والطاولات في المقاهي، تنظيف السجّاد والأرضيات ذات السّطوح الصّلبة، والتّنظيف العميق لمجموعة متنوّعة من السّطوح.
المدارس العامّة تعتبر سوق ناشئة لأنظمة الرش والشفط حيث تتوفّر قدرة الوحدات لإزالة الملوّثات العضويّة بدقّة، هذه الطّريقة وثِّقت عن طريق اختبار ضيائية وحيوية الأدينوسين ثلاثي الفوسفات(ATP)، وهي تحلّ محلّ طريقة الممسحة والدّلو التّقليدية للتنظيف.
الإصلاحية وأسواق خدمات الطعام ملائمة أيضاً لهذه الطّريقة نظراً لأنّ هذه الأماكن عادةً لها طلاء خاص وأرضيّات سيراميكية.

## العلاقة بالتنظيف الصّحي
تشير الدّراسات الأخيرة أنّه لايوجد دائماً درجة عالية من الارتباط بين كم يبدو السّطح نظيفاً ومستويات التلوّث الموجودة فعليّاً. أنظمة الرش والشفط، بكلّ الأحوال، ثبت علميّاً أنّها فعّآلة لإزالة الملوّثات والأوساخ الملتصقة بشدّة إضافةً إلى الملوّثات البيولوجيّة الّتي لا ترى بالعين المجرّدة. مثل هذه السّطوح هي نموذج لما يسمّى «التنظيف الصحي».
الدّليل العلمي يقدّم من خلال استعمال التّقنيات مثل أنظمة المراقبة السريعة لضيائية وحيوية الأدينوسين ثلاثي الفوسفات(ATP).هذه الأنظمة تدلّ على وجود المواد العضوية الّتي قد تستضيف الكائنات الحية الدقيقة الضارّة على مجموعة متنوعة من السّطوح. بالإضافة إلى الكشف عن الملوّثات، أنظمة الأدينوسين ثلاثي الفوسفات (ATP) أيضاً تقدّم «دليل الخدمات» أنّ المنطقة نُظّفت بفعالية ودقّة.
وفقاً للدراسات العلميّة باستعمال تقنيّة الأدينوزين ثلاثي الفوسفات، فإنّ أنظمة الرش والشفط طُورت لإزالة المزيد من الملوّثات والجراثيم المسبّبة للأمراض والبكتيريا على السّطوح بالمقارنة مع طريقة الممسحة والدلو التقليدية وأسلوب التّنظيف بالقماش.
بالإضافة إلى ذلك، تُظهر الاختبارات أن أنظمة الرش والشفط لا تنشر الأوساخ من سطح إلى آخر، كما يمكن أن يحدث عن استخدام الأساليب التقليدية للتنظيف.